# 捷克裔加拿大人
捷克裔加拿大人，指出生于捷克或具有捷克血统的加拿大人。依2006年加拿大人口普查，加拿大全国共有98,090人为捷克裔或具部分捷克裔血统。著名捷克裔加拿大人有作家约瑟夫·史克沃莱茨基等。